# Milkha Singh
Milkha Singh (Punjab, 20 de octubre de 1929-Chandigarh, 18 de junio de 2021) fue un atleta de pista y campo indio. Representó a su país en las ediciones de los Juegos Olímpicos de 1956, 1960 y 1964, y logró resonantes victorias en los Juegos Asiáticos, en los Juegos Nacionales de la India y en los Juegos de la Mancomunidad.

## Biografía

### Primeros años
Durante la Partición de la India, Singh quedó huérfano al ser sus padres asesinados. Tres de sus hermanos también perdieron la vida durante las violentas revueltas. En 1947 se trasladó a Delhi tratando de escapar de la violencia, alojándose temporalmente con una de sus hermanas en esa ciudad. En 1951 presentó su solicitud de ingreso en el Ejército de la India y fue aceptado.

### Carrera deportiva
Fue iniciado en el deporte mientras prestaba su servicio militar. Fue el único atleta indio en ganar una medalla de oro individual en atletismo en los Juegos de la Mancomunidad hasta que Krishna Poonia obtuvo la presea dorada en disco en los Juegos de la Commonwealth de 2010. También ganó medallas de oro en los Juegos Asiáticos de 1958 y 1962. Representó a India en los Juegos Olímpicos de Melbourne 1956, los Juegos Olímpicos de Roma 1960 y los Juegos Olímpicos de Tokio 1964. Fue galardonado con el Padma Shri, el cuarto mayor honor civil de la India, en reconocimiento a sus logros deportivos.[cita requerida]
La carrera más recordada de Singh es su cuarto lugar en la final de 400 metros en los Juegos Olímpicos de 1960, a los que había llegado como uno de los favoritos. Se batieron varios récords en la carrera, que requirió un acabado fotográfico y vio al estadounidense Otis Davis como el ganador por una centésima de segundo sobre el alemán Carl Kaufmann. El cuarto lugar de Singh con un tiempo de 45.73 se convirtió en el récord nacional de la India y se mantuvo durante casi 40 años.

## Vida personal
Singh residió en Chandigarh. Conoció a Nirmal Kaur, capitana de la selección femenina de voleibol india en Sri Lanka en 1955. Se casaron en 1962. Tuvieron tres niñas y un varón, el golfista Jeev Milkha Singh. En 1999 la pareja adoptó a un niño de siete años huérfano, cuyo padre, Havildar Bikram Singh, fue asesinado en la Batalla de la Colina del Tigre.[cita requerida]
Falleció el 18 de junio de 2021, a los noventa y un años, debido a complicaciones de COVID-19.

## Legado
Singh es un icono deportivo en su país natal. En 2008 el periodista Rohit Brijnath lo describió como «el mejor atleta producido por la India». En julio de 2012, The Independent afirmó que «el atleta olímpico más venerado de la India es un valiente perdedor» y señaló la escasez de éxitos en ese momento (20 medallas) logrados por los competidores indios en los Juegos Olímpicos, a pesar de que el país tiene una población de más de mil millones de habitantes.
En 2001 rechazó el premio Arjuna otorgado por el gobierno de la India, argumentando que tenía la intención de reconocer a los jóvenes deportistas y no a atletas veteranos como él. También afirmó que el premio se otorgaba de manera inapropiada a personas que tenían poca participación notable como deportistas activos. Todas las medallas de Singh han sido donadas a la nación. Fueron exhibidas en el estadio Jawaharlal Nehru en Nueva Delhi, pero luego fueron trasladadas a un museo deportivo en Patiala, donde se exhiben las zapatillas que utilizó en los Olímpicos de Roma. En 2012 donó las zapatillas Adidas que usó en la final de los 400 metros en 1960 a una subasta benéfica organizada por el actor Rahul Bose.
Singh y su hija, Sonia Sanwalka, escribieron una autobiografía titulada The Race of My Life (2013). El libro sirvió de inspiración para grabar la película Bhaag Milkha Bhaag, una cinta biográfica de 2013 basada en la dura infancia y en la carrera deportiva de Singh. Singh vendió los derechos de la película por una rupia, pero insertó una cláusula que indicaba que una parte de las ganancias se otorgarían a su fundación caritativa. Dicha fundación fue creada en 2003 con el objetivo de ayudar a los deportistas de escasos recursos de la India.
En septiembre de 2017, la estatua de cera de Singh, creada por los escultores de Madame Tussauds en Londres, fue presentada en Chandigarh. La estatua muestra a Singh en postura de carrera durante su recordada victoria en los Juegos de la Mancomunidad de 1958.